# Whale Rider
 Whale Rider és una pel·lícula neozelandesa dirigida per Niki Caro, estrenada el 2002.

## Argument
Paikea neix el dia de la mort de la seva mare, que porta amb ella el bessó de Pai. Pai porta el nom d'un avantpassat dels maoris, que han vingut del mar a l'esquena d'una balena. Segons el costum maori, el primer descendent mascle de la família és el que es converteix en el cap del clan. Ara bé l'únic descendent de la família és Paikea, una noia, la qual cosa representa una immensa decepció pel seu avi. A dotze anys, Paikea decideix no obstant això provar que és capaç de convertir-se en el líder del seu clan, i provar al seu avi que no és incapaç malgrat el seu sexe. El seu avi es nega a escoltar-la, ella crida les balenes perquè vinguin a ajudar-la. Aquestes s'ofeguen a la platja. Veient-ho, el seu avi comprèn que algú ha fet alguna cosa greu, sense comprendre qui o què, ni replantejar-s'ho. Tot el poble es mobilitza per forçar les balenes a tornar a alta mar, sense èxit, fins que Pai persuadeix la més gran de les balenes a anar-se'n. Des de llavors, Koro, l'avi, ja no pot negar el poder de Paikea, i accepta finalment que sigui una noia qui es converteixi en cap del clan.

## Personatges principals

### Taniwha
És la balena mitològica que va ajudar a Paikea, l'avantpassat fundador del Whangara, a salvar-se d'un naufragi i el va portar fins aquesta regió de Nova Zelanda muntat a l'esquena. En el context cultural i mitològic de Whale Rider, les balenes representen els ancestres i el llinatge del poble del Whangara. Així, atàvicament, Taniwha és capaç de comunicar-se amb la Pai (la nena protagonista), de protegir-la i, finalment, acudeix a ajudar-la quan ella la crida. Gràcies a l'arribada d'un munt de balenes a la platja i, en especial de Taniwha, la Pai mostra al Koro que ella ha de ser la seva successora en el lideratge del poble.

### Paikea Apirana
La Paikea, o la Pai, és el personatge principal de la pel·lícula. És una nena de dotze anys, d'ascendència maori que viu al Whangara (Nova Zelanda) amb el seu avi Koro i la seva àvia Nanny. Sent molta passió per la tradició i intenta impressionar a en Koro constantment per fer-li veure les seves capacitats. Ell és el líder del Whangara i, a més, la figura paterna de la nena, ja que el seu pare viu a Europa per motius laborals.
La Pai viu amb un sentiment de culpabilitat per la mort de la seva mare i el seu germà bessó -tots dos van morir durant el part-, i carrega amb l'estigma d'haver nascut dona quan s'esperava un primogènit baró que substituís a en Koro com a líder del poble. No obstant, ella té clar que aquest paper li correspon i, per això, s'esforça tant a demostrar-li a l'avi les seves qualitats, fins a arribar a ser l'única en superar la prova de lideratge (trobar la dent de balena que el Koro llença al mar). La Pai sap que té un vincle sobrenatural amb els ancestres, encarnats en les balenes i no dubta en demanar ajut a Taniwha per fer-li veure aquesta realitat al Koro.
A més, és una nena diferent en relació als altres nois de la comunitat. Mentre que ells es solen interessar en un model de vida més modern i tecnològic, la nena és just el contrari. Va a l'escola en bicicleta, tracta de reconduir la seva àvia i els seus amics en certs estils de vida més saludables i busca explicacions a les velles costums. És un personatge que canvia dins la comunitat, passant de trobar-se en una situació marginal a ser la líder gràcies a la barreja de la seva fe en la tradició, la constància i la introducció de nous valors més moderns, com ara el feminisme.

### Koro Apirana
És el cap del poble del Whangara i també l'avi de la Pai. És una persona forta, molt tossuda, aferrada a les seves creences i orgullosa de si mateixa. Pensa que des del naixement de la seva neta, tot va començar a anar malament.
Al principi del film encara no ha superat la mort del bessó primogènit, qui hauria de proclamar-se com a cap successor d'en Koro. El seu major desig és trobar un nou líder i, per això, organitza una escola que acosti les tradicions a la joventut del poble, cada vegada més modernitzada. Amb aquesta escola pretén trobar el primogènit que el substituirà. El nou líder serà qui torbi la dent de balena que ell llença al mar. El problema és que cap d'ells l'aconsegueix trobar i, per això, el Koro encara queda més deprimit.
D'acord amb el seu paper d'antagonista dins el film, infligeix un maltractament constant a la nena, deixant-la en evidència i menyspreant-la sempre que pot amb l'argument que, per ser una dona, no pot fer determinades coses. Tot s'agreuja, amb l'arribada de les balenes, que queden varades a la platja. En Koro es desespera en veure-les morir i, és gràcies a la Pai –qui aconsegueix salvar-les- i al fet que fos ella qui trobés la dent de balena, que el patriarca acaba acceptant-la com a nova líder, i per fi li demana perdó pel seu comportament al llarg de tants anys.

## Repartiment
- Keisha Castle-Hughes: Paikea
- Rawiri Paratene: Koro
- Vicky Haughton: Nanny Flowers
- Cliff Curtis: Porourangi
- Grant Roa: Oncle Rawiri
- Mana Taumaunu: Hemi
- Rachel House: Shilo

## Premis i nominacions

### Nominacions
- 2004. Oscar a la millor actriu per Keisha Castle-Hughes